# 陳榮泰
陳榮泰（英語：Lancelot Chan Wing-tai），香港民主派人士，柴灣起動成員，前香港東區區議會小西灣選區議員。

## 政治生涯

### 2019年區議會選舉勝選
2019年區議會選舉提名期開始之前，王國興宣布不會參選爭取連任，工聯會改派李樂昕在本區出選，朱日安則繼續參選，但李樂昕最後不敵獨立民主派人士陳榮泰，而陳榮泰以3,212票當選C11小西灣選區首位非建制派區議員。最終，包括陳榮泰在內，位於柴灣、小西灣及杏花邨（簡稱「柴小杏」）的民主派候選人組織選舉聯盟柴灣起動，共同參選2019年區議會選舉，互相拉抬選情，結果，柴灣起動12名候選人全數勝出。

### 被取消議員資格
2021年9月15日，陳榮泰被香港政府根據《基本法》第104條的解釋所訂下的原則及相關的法律規定，宣布其宣誓為無效宣誓而失去議員資格，結束一年餘的區議員任期。

## 議會問政

### 政府突取消監警會會議

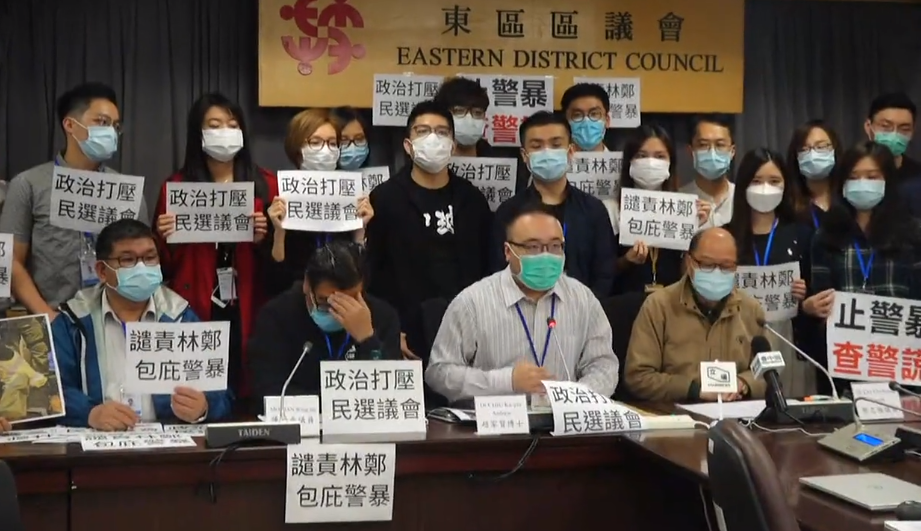
2020年3月10日，東區民主派議員譴責警務處不尊重民選議會 拒派員出席檢警會會議

2020年3月10日，東區區議會原定舉行「檢視警方執法及行動特別委員會」第三次會議，討論多項與反送中運動相關議案，包括要求警方交代8月5日晚上北角衝突中的警力問題、在11月在柴灣發射多次催淚彈的原因、於太古城和西灣河的執法行動等事件。不過民政處在會議當日早上突然向委員會成員發出電郵，稱會議的職權範圍「可能涉及全港性執法事宜」和「收到高層命令」而宣布取消會議。警務處也拒絕派員出席。區議會26名民主派議員批評警權凌駕區議會職能，政府高層打壓區議會。

## 外部連結
- 2019年區議會選舉 － 陳榮泰候選人簡介（页面存档备份，存于）

| 議會席位      | 議會席位                                   | 議會席位    |
| ------------- | ------------------------------------------ | ----------- |
| 前任： 王國興 | 東區區議會小西灣選區 2020年－2021年9月15日 | 繼任： 懸空 |